# Odysséen

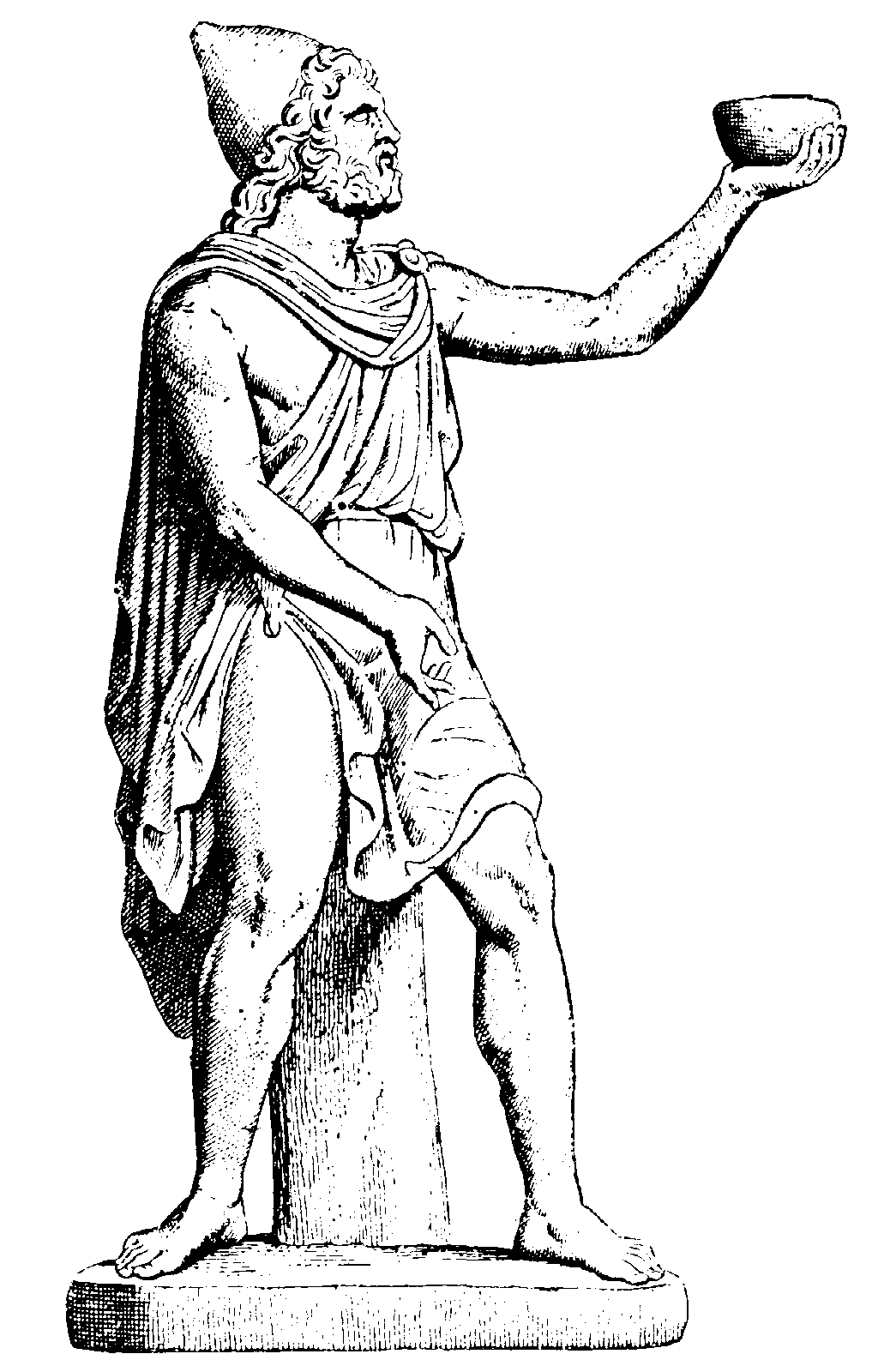
Odysseus bjuder cyklopen Polyfemos på vin

Odysséen (klassisk grekiska Oδύσσεια, Odýsseia) är ett epos som tillsammans med Iliaden brukar tillskrivas Homeros och därmed skulle vara den äldsta bevarade grekiska och europeiska litteraturen. Det antas att Odysséen skrevs några årtionden senare än Iliaden, omkring 700 f.Kr. Eposet omfattar ungefär 12 000 verser på daktylisk hexameter och handlar om Odysseus tioåriga irrfärder på väg hem till sin ö Ithaka, där han är kung, efter det likaledes tioåriga Trojanska kriget. På många språk har ordet odyssé efter eposet kommit att beteckna en lång upptäcktsfärd, även i bildlig betydelse.

## De 24 sångerna

De första verserna i Odysséen, anropandet av musan, på grekiska.

Odysséen består av 24 sånger och börjar, liksom många antika epos, mitt i handlingen. Tidigare händelser beskrivs genom tillbakablickar eller historieberättande. För att hålla spänningen uppe använder Homeros ett mycket komplicerat berättarsätt. Han arbetar till exempel med parallellhandlingar, tillbakablickar, inskott, perspektiv- och berättarväxlingar.
En parallellhandling, den så kallade "Telemachien", behandlar Odysseus son Telemachos ansträngningar att behålla kontrollen över slottet genom att hindra ett antal friare från att gifta sig med hans mor Penelope och överta hans arv. 
Handlingen berättas inte kronologiskt, utan börjar kort efter Odysseus tillbakafärd till Ithaka. Den är indelad som följer:

### Första till fjärde sången
Gudarnas råd beslutar att möjliggöra Odysseus hemfärd. För detta uppmanar gudarnas budbärare Hermes nymfen Kalypso att låta Odysseus resa. Under tiden övertalar gudinnan Athena i gestalt av faderns vän Mentor Odysseus son Telemachos att börja leta efter sin förlorade far. Odysseus fru Penelope blir ansatt av många friare om att gifta sig med en av dem.

### Femte till åttonde sången
Odysseus befinner sig hos den vackra nymfen Kalypso på ön Ogygia som hållit honom kvar i sju år trots hans hemlängtan. På en egenhändigt byggd flotte lämnar Odysseus ön. Dock framkallar hans vedersakare, havsguden Poseidon, en storm, där flotten går under. Poseidons vrede beror på att Odysseus har gjort hans son Polyfemos blind. Som skeppsbruten räddar sig Odysseus med sina sista krafter i land till fajakernas hemland Scheria. Trots att han är främling mottas han gästvänligt i fajakernas land redan innan han har berättat sitt namn.

### Nionde till tolfte sången
I den centrala delen av eposet berättar Odysseus under två nätter i faiakernas kung Alkinoos hus historien om sina irrfärder med alla äventyr sedan han lämnade Troja.

### Trettonde till sextonde sången
Nu sammanförs de båda handlingstrådarna, "Telemachien" och den egentliga "Odysséen". Odysseus får hjälp av de skeppsbyggande fajakerna, som till slut lånar honom en båt för att föra honom hem till Ithaka. Där måste han dock gömma sig i den trogne svinaherden Eumaios hus, tills han kan våga sig på kampen med friarna.

### Sjuttonde till tjugonde sången
Athena lånar gestalten av en tiggare till Odysseus som skydd. Som en tiggare kommer han efter 20 år tillbaka till sitt hus, där först bara hans gamla döende hund Argos känner igen honom, senare även den gamla tjänarinnan Eurykleia. I hemlighet förbereder sig Odysseus på kampen med friarna. 

### Tjugoförsta och tjugoandra sången
Vid pilbågetävlingen för Penelopes friare ger sig Odysseus till känna efter att galant ha klarat tävlingen. Han dödar med hjälp av sin son, Telemachos, och Eumaios friarna liksom de slavar och tjänare som visat sig otrogna.

### Tjugotredje och tjugofjärde sången
Odysseus återser sin hustru Penelope efter 20 år. Dock erkänner hon honom som sin make först sedan hon ställt honom på prov med en list. I anslutning besöker Odysseus sin gamle far Laertes. I underjorden prisar Akilles och Agamemnon, Odysseus medkämpar från kriget i Troja, dennes segerrika hemkomst. Gudinnan Athena bilägger striden mellan Odysseus och släktingarna till de besegrade friarna.

## Odysseus irrfärder
I centrum för eposet står i sångerna 9 till 12 Odysseus egen skildring av sina äventyr fram till sin landstigning i fajakernas land. Denna mer sagolika del antas av vissa forskare vara det ursprungliga eposet, som senare utvidgades med den inledande Telemachien och den utförliga skildringen av morden på friarna i slutet.

### Kikoner, lotofager och cykloper
Efter att ithakierna har lämnat Troja på tolv skepp överfaller Odysseus och hans män därnäst de thrakiska kikonerna, som är förbundna med trojanerna, men blir fördrivna av dessa. Sedan driver en storm deras skepp långt bort över Ákra Maléas, Peloponnesos sydspets och ön Kythera bort till lotofagernas, lotusätarnas, land. Några av männen smakar på frukten, som gör dem sjuka och låter dem glömma sitt förflutna och sitt hemland. De måste hämtas därifrån till skeppen med våld.

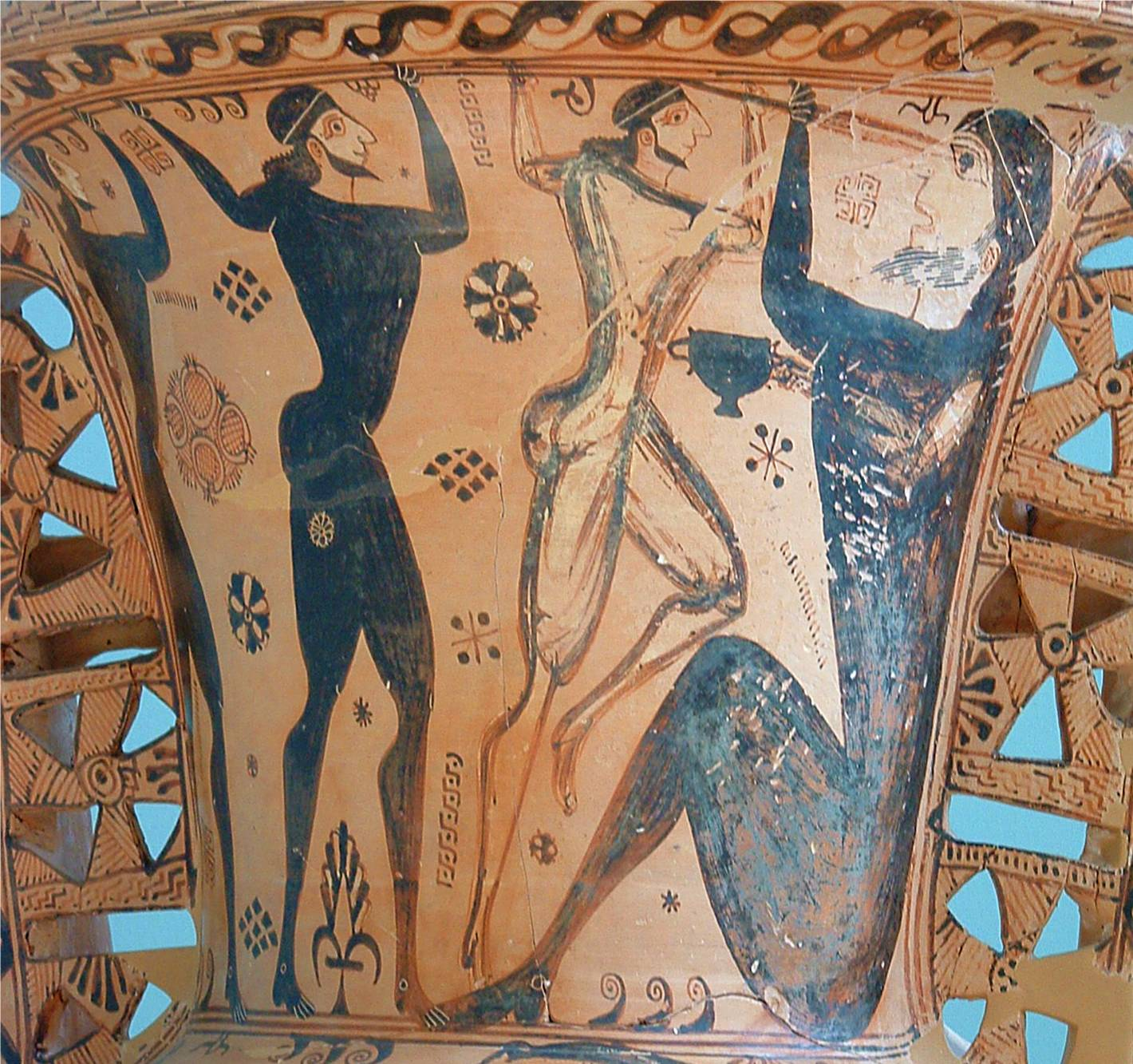
Odysseus och hans män förblindar Polyfemos

I anslutning till detta landstiger Odysseus och hans medresenärer på en ö som är befolkad av enögda jättar, cykloperna, som var och en lever ensam. Cyklopen Polyfemos spärrar in dem i sin håla och hotar att äta upp dem en efter en. Odysseus, som listigt presenterar sig för honom som "Ingen" (grekiska oudeís eller Utis, tillika en ordlek, då det liknar namnet Odysseus), lyckas supa honom full och då göra honom blind med en glödande påle. När andra cykloper springer dit på grund av Polyfemos vrål, ropar denne att "Ingen" har förblindat honom med en glödande påle, så att de ger sig av igen. För att släppa ut sina får på ängen måste Polyfemos välta bort stenen framför sin håla. Genom att klamra sig fast i fårens ull under magen lyckas Odysseus och hans färdkamrater undkomma. När Polyfemos lägger märke till deras flykt slungar han klippblock i den riktning där han tror att skeppen är, men missar. Högmodigt avslöjar Odysseus sitt verkliga namn för Polyfemos. I sin vrede ber denne sin fader Poseidon att låta Odysseus omkomma på havet eller förhindra hans hemresa.

### Aiolos, laistrygoner, Kirke och Hades
Vindguden Aiolos, vars ö han kommer till därnäst, skänker Odysseus en skinnsäck där alla vindar är inspärrade, till dess han ska driva sina skepp säkert till Ithaka. När Odysseus aningslösa färdkamrater strax före målet av nyfikenhet öppnar säcken, rymmer alla vindar och deras skepp drivs tillbaka till Aiolos ö. Denne vägrar ge dem någon vidare hjälp på grund av detta.

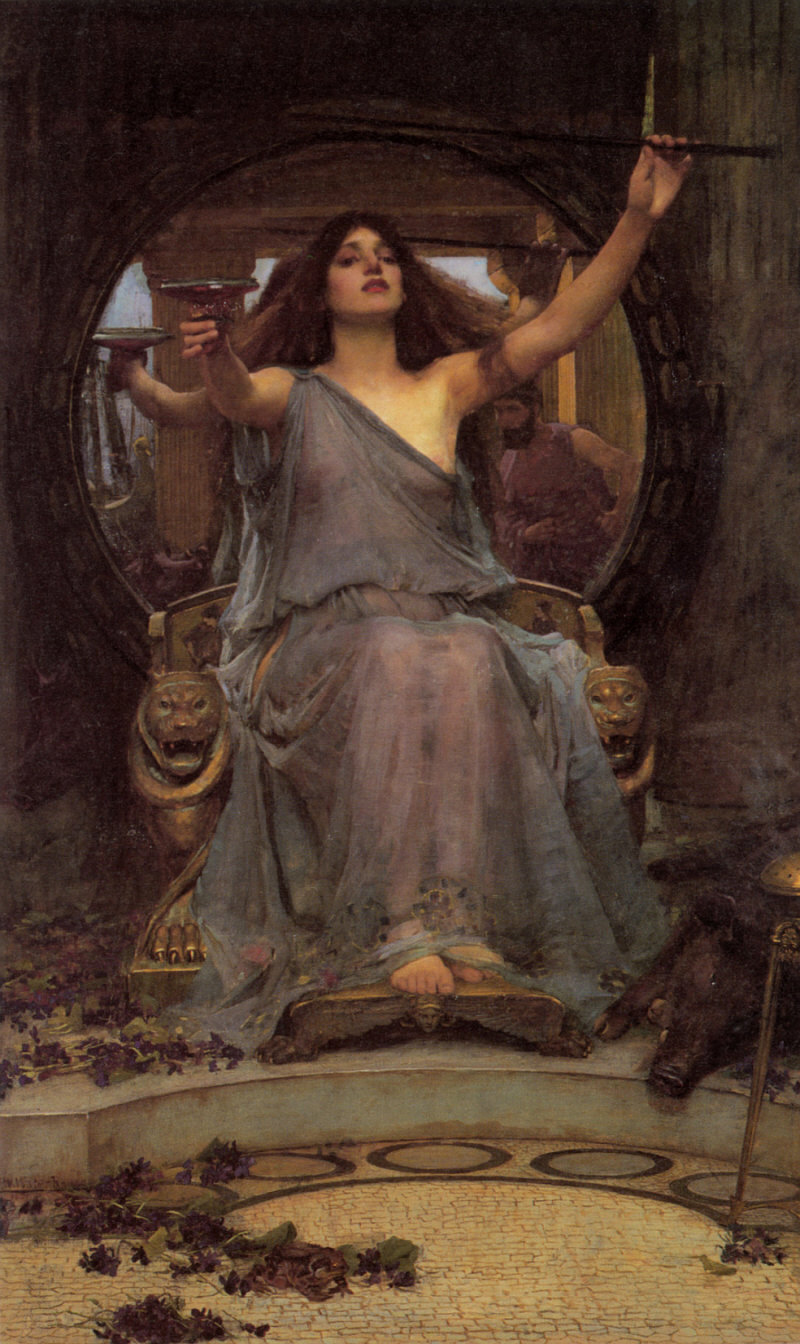
Kirke räcker bägaren till Odysseus, av John William Waterhouse.

Därefter kommer Odysseus och hans män till laistrygonerna, ett människoätande jättefolk, som förintar elva av deras tolv skepp. Med sitt sista skepp kommer Odysseus till ön Aiaia, där trollkvinnan Kirke förvandlar en del av hans färdkamrater till svin. Han själv lyckas med hjälp av gudarnas budbärare Hermes undgå trolldomen och befria sina färdkamrater. Slutligen vinner han till och med Kirkes kärlek och hon vill övertyga honom om att stanna hos henne för evigt.
Efter ett år beslutar han dock att fortsätta hemresan. Kirke råder honom att först fråga den döde siaren Teiresias i Hades, den grekiska underjorden, om sitt vidare öde.
I underjorden träffar Odysseus också sin mor, som dött under hans resa, medkämpar från trojanska kriget och sin olycklige färdkamrat Elpenor, som han trodde att han lämnat kvar hos Kirke vid god vigör. Siaren Teiresias ger honom råd för den vidare resan.

### Sjöodjur, Helios kor, Kalypso
Efter besöket i skuggvärlden seglar Odysseus först till sirenernas ö, som är omgiven av klippor. Med sina bedårande sånger lockar sirenerna alla skepp inom hörhåll i fördärvet. För att ändå kunna höra sångerna låter Odysseus binda fast sig vid masten medan hans färdkamrater måste försluta sina öron med vax. Senare passerar de med knapp nöd det sund där två sjöodjur hotar: den sexhövdade, människoslukande Skylla och Charybdis, som orsakar en strömvirvel där hela skepp dras ned. Därvid seglar de för att komma så långt bort som möjligt från Charybdis förbi i närheten av Skylla, som slukar sex av Odysseus färdkamrater.
Utmattade och uthungrade når de solguden Helios ö. Trots Odysseus varning slaktar reskamraterna gudens heliga kor. Som straff omkommer de allihop efter sin avresa i en storm. Endast Odysseus kan rädda sig till nymfen Kalypsos ö Ogygia. Kalypso håller Odysseus fången i sju år på sin ö och låter honom först på gudarnas begäran fara iväg igen. Han bygger en flotte och lyckas trots en storm, som Poseidon framkallar, nå faiakernas land Scheria (som brukar uppfattas som en ö, fastän detta inte entydigt framgår av texten) där kungadottern Nausikaa finner honom naken på stranden. Faiakernas samhälle kan kategoriseras som en klassisk utopi, ett harmoniskt, lyckligt och fredligt samhälle. Där finns ingen utveckling, det är statiskt. 
Under två kvällar i rad berättar Odysseus sin historia för faiakerna och deras kung Alkinoos och drottning Arete. Därefter belönar de honom rikt och hjälper honom hem till Ithaka.

## Den homeriska frågan

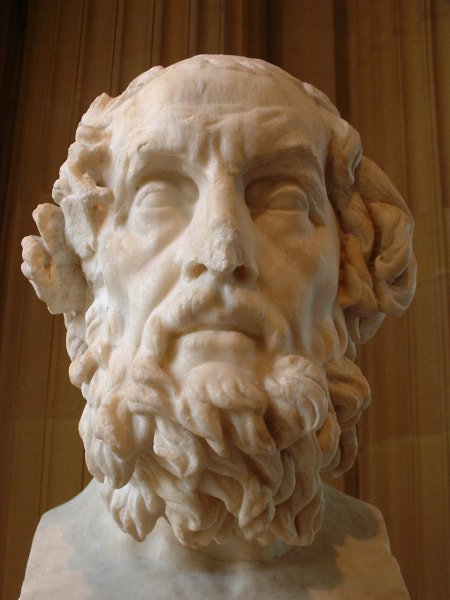
Byst föreställande Homeros. Romersk kopia från 100-talet e.Kr. av grekiskt original från 100-talet f.Kr.

Frågan om Odysséens uppkomst, författarskap och verklighetsbakgrund sysselsätter den klassiska filologin sedan två århundraden.

### Eposets uppkomst
Då handlingen i Odysséen omedelbart anknyter till Iliaden, kan de första muntliga versionerna av verket ha uppstått redan kort efter krigshändelserna i slutet av bronsåldern (runt 1150 f.Kr.), som anses bilda verklighetsbakgrunden till sagokretsen om det trojanska kriget. Det är troligt att olika versioner av de sånger som kom att bli Odysséen traderades muntligt av sångare, så kallade rhapsoder, under flera århundraden. Versernas metriska rytm tjänade som stöd för minnet för den som framförde dem.
Många forskare anser att olika kortepos sammanfördes till den stora Odysséen. Ursprungligen skulle minst två olika historier ha funnits: för det första den om Odysseus som kommer hem från trojanska kriget och dödar de friare som har utnyttjat tiden under hans frånvaro, för det andra de äventyrliga sjöfararhistorierna, som å sin sida stammar från olika källor och kan ha tillskrivits Odysseus först senare. I en förhomerisk version skildrade Odysséen förmodligen i enkel tidsföljd hjältens irrfärder, hans hemresa och friarmorden.
Nedtecknandet av Odysséen, som den nu kända formen av eposet går tillbaka på, följde enligt en spridd men inte oomstridd uppfattning någon gång i slutet av 700-talet eller början av 600-talet f.Kr. Den tredje handlingstråden kan ha blivit tillfogad först då, nämligen Telemachien, historien om Telemachos sökande efter sin far, i de inledande sångerna. Den tjänade syftet att höja spänningen och – genom skildringen av tillståndet på Ithaka – framställa Odysseus senare hämnd mot friarna som rättfärdigad.

### Frågan om författarskapet
Med offentliggörandet av verket Prolegomena ad Homerum av den klassiske filologen Friedrich August Wolf år 1795 börjar den moderna Homerosforskningen. De så kallade homeriska frågorna, som ställs sedan dess, har intill idag inte besvarats tillfredsställande: Gav Homeros hela eposet dess nuvarande form eller redigerade han bara något som redan fanns? Tillförde han bara Telemachien? Var han överhuvudtaget författare till Odysséen?
Vissa forskare pekar på avståndet i tid mellan Iliaden, som antas ha uppstått i mitten av 700-talet f.Kr., och Odysséen, liksom skillnaderna i innehållet – å ena sidan ett krigsepos med realistisk bakgrund, å andra sidan sagoaktiga äventyr – för att motivera varför Homeros inte samtidigt kan ha varit författare till båda verken. Andra framhåller det som möjligt, på grund av de stilistiska likheterna mellan de båda eposen, att Odysséen var ett ålderdomsverk av författaren till Iliaden.
Det framstår klart att upphovsmannen till Odysséen lägger sig stilistiskt nära Iliaden och har övertagit många av dess formuleringar, så att författaren åtminstone måste ha verkat i samma tradition. De som anser att två olika poeter ligger bakom de två eposen brukar tänka sig Homeros som författaren till Iliaden och någon annan som författare till Odysséen, men det finns egentligen ingen anledning att inte tänka sig tvärtom, att Homeros skapade Odysséen och någon okänd person den äldre Iliaden.

### Lokaliseringar av Odysséen
Sedan Heinrich Schliemanns utgrävningar av Troja har det framgått att Iliaden hade en viss verklighetsbakgrund. Alla försök att påvisa verkliga skådeplatser också för Odysséen är däremot omstridda, eftersom dess innehåll till stora delar har sagoaktiga inslag. På grund av detta gjorde redan på 200-talet f.Kr. geografen Eratosthenes sig lustig över försök till exakta lokaliseringar av enskilda skådeplatser. Andra lärda, som Herodotos, försökte dock göra sådana bestämningar. Förutom i några få textställen där författaren nämner verkligen existerande landskap och platser – till exempel Thrakien, Kap Malea, Kythera, Ithaka – förblir sådana försök dock enbart spekulation.
Redan under antiken identifierades ön Djerba utanför Tunisien med lotusätarnas land. Sicilien skulle vara såväl cyklopernas hemort som solguden Helios ö Thrinakia. Isola di Ustica, en ö norr om Sicilien, ansågs vara vindguden Aiolos område. Sjöodjuren Skylla och Charybdis tänktes höra hemma vid Messinasundet och laistrygonerna vid Korsika. Nymfen Kalypsos ö Ogygia tänktes av vissa lärda vara ön Gozo vid Malta. En udde vid Neapel har till idag namnet Kap Circeo, men vilken av öarna utanför som skulle vara trollkvinnan Kirkes är lika omstritt som allt annat. Möjligen förlade författaren Odysseus resa helt enkelt i sin egen tid och skildrade den som en omsegling runt Syditalien, som under hans egen livstid just koloniserades av utflyttade greker.
Amatörarkeologen Robert Bittlestone har gjort grundliga undersökningar på plats efter Odysseus Ithaka och kommit fram till att enda möjliga lösningen är att geografin förändrats sedan Homeros tid och att ett par av öarna bytt namn. Det nuvarande Ithaka hette på den tiden Dulichion och den nuvarande Paliki i väster var i själva verket en del av Odysseus Ithaka. Han åberopar sig dels på historikern Strabon, som berättar att ett grunt sund fanns runt år 60 vt mellan Kefallinias södra del och dess nordvästra udde, dels på geologen John Underhills undersökning av området för den förmodade kanalen.
Utifrån astronomiska fenomen som omnämns i texten dagarna innan friarnas död (placeringen av stjärnbilderna Plejaderna och Björnvaktaren samt Venus och Merkurius positioner) har solförmörkelsen på dagen för friarnas död daterats till 16 april 1178 f.Kr. Nymånen nämns flera gånger på dagen för friarnas död, nymåne är en förutsättning för solförmörkelse.

## Texttraditionen
Traderingen av texten, så som författaren till Odysséen antas ha sammanställt den omkring 700 f.Kr., var redan för antikens människor inte helt säker. Redan kort efter nedskrivningen måste många från varandra avvikande kopior ha varit i omlopp. Den höga uppskattning som redan tidigt kom de homeriska texterna till del förde dock därhän att allt mer textkritiska rekonstruktioner av ursprungsversionen utfördes. I Aten under tyrannen Peisistratos i slutet av 500-talet f.Kr. ska detta till och med ha skett på statens bekostnad. Ända in i tidighellenistisk tid uppvisar ändå papyrer textversioner som avviker från varandra och från den atenska versionen.
Detta ändrades först i och med grundandet av biblioteket i Alexandria av Ptolemaios I Soter omkring år 288 f.Kr. De lärda Zenodotos från Efesos, Aristofanes från Byzantion och framför allt Aristarchos från Samothrake, den sjätte föreståndaren för biblioteket, framställde genom jämförelser och textkritiska metoder, som de än idag används, kanoniska versioner av båda eposen, som kan antas ha motsvarat de atenska versionerna. Till stor del gick även de tre biblioteksföreståndarnas skrifter förlorade under årtusendenas lopp, men avskrifterna av båda eposen fram till slutet av antiken och deras nuvarande textform går troligen tillbaka på deras arbeten.
Detta har framför allt att göra med det redan i antiken omtalade förärandet av Homeros. Odysséen och Iliaden tillhörde den antika bildningskanons kärna, och sedan de alexandrinska bibliotekariernas arbete ansträngde man sig att ge en trogen återgivning av texterna. Några kompletta avskrifter av båda verken har dock inte bevarats från antiken. Homerospapyrusen i London från första hälften av 100-talet e.Kr. och Homerospapyrusen i Berlin från 200-talet e.Kr. tillhör de äldsta textexemplaren.
Den äldsta bevarade handskriften med hela Homeros verk framställdes i Konstantinopel på 1100-talet. De första tryckta utgåvorna av Odysséen kommer från 1400-talet. Mellan den förmodade första skriftliga fixeringen av de homeriska eposen och de äldsta bevarade avskrifterna av dem i sin helhet ligger alltså närmare 2000 år. Ändå är den allmänna uppfattningen att de versioner vi har idag, tack vare de antika lärdas arbete, i stort motsvarar de äldsta versionerna av texterna.

## Inflytande
Tillsammans med Iliaden ansågs Odysséen länge som de främsta eposen i den antika världen. Detta förändrades under den romerska storhetstiden när Vergilius epos Aeneiden fick ökat anseende. Aeneiden ansågs vara mer slipad än Homeros något opolerade verk. Detta höll i sig ända fram till romantiken då just de egenskaperna ansågs intressantare. Romantikens omvärdering håller i sig fortfarande till den grad att Aeneiden inte längre finns i den stora massans bokhyllor.
Odysséen är inte bara ett av de äldsta, utan också ett av de mest bearbetade verken i västerlandets litteratur- och kulturhistoria. Såväl materialet – fantastiska irrfärder och äventyr – som även hjälten – den listige men ensamme lidande personen, som kommer hem efter många år och inte återfinner sin välkända värld – har många gånger tagits upp i litterära, dramatiska och musikaliska verk, fram till moderna filmer.

### Verk som bygger på Odysséen

#### Opera och film
Även operakompositörer och filmskapare har använt material från Odysséen och personligheten hos dess hjälte. Odysseus hemkomst skildras till exempel i Claudio Monteverdis opera Odysseus återkomst (Venedig 1641) och episoden hos trollkvinnan Kirke till exempel i Charpentiers skådespelsmusik till Circé (Paris 1675).
Kompositören August Bungert skapade under åren 1898–1903 med Richard Wagners Nibelungens ring som förebild en liknande tetralogi med fyra operor under titeln Homerische Welt med de fyra delarna Kirke, Nausikaa, Odysseus’ Heimkehr och Odysseus’ Tod.
I Gabriel Faurés opera Penelope spelar Odysseus troget väntande hustru huvudrollen. Från senare tid finns Luigi Dallapiccolas opera Ulisse, som hade premiär i Berlin 1968, och Odysseus auf Ogygia av Klaus Michael Arp, uruppförd 1988 i Koblenz.
Antalet filmatiseringar av Odysséen eller av material som förhåller sig till den går knappt att fastställa. Redan under stumfilmsepoken gjordes de första versionerna, exempelvis den aldrig färdigställda filmen Die Odyssee av Fritz Lang. Mario Camerini gjorde 1954 monumentalfilmen Ulisse ("Odysseus") med Kirk Douglas i titelrollen. En senare version av historien är Andrej Kontjalovskijs Odysséen från 1997.
Stanley Kubricks science fiction-klassiker 2001 – Ett rymdäventyr efter Arthur C. Clarkes roman 2001 – En rymdodyssé följer inte eposet nära men har många anspelningar på det.
Bröderna Coens film O Brother, Where Art Thou? tar upp element från Odysséen.

### Teater
Odysséen (Sagan om havet) efter Homeros av G.Kjellin, dockteaterföreställning på Marionetteatern, Stockholm 1985, konception, rollfigurer & regi Michael Meschke

## Översättningar till svenska
Erland Lagerlöfs översättning av Odysséen (publicerad 1908) har blivit en klassiker, som gavs ut i en reviderad version av Gerhard Bendz 1958. Tord Bæckströms översättning "Sången om Odysseus" utkom 1975 på Forums förlag (ISBN 91-37-05828-2). Ingvar Björkesons nyöversättning av Odysséen utgavs 1995 (ISBN 91-27-06653-3). En nyutgåva av Erland Lagerlöfs oreviderade översättning från 1908 gavs ut 2012 i Svenska Akademiens klassikerserie.